# Provinciale weg 368
De provinciale weg 368 (N368) is een provinciale weg in de provincie Groningen. De weg loopt van Blijham, waar de weg aansluit op de N367 naar Vlagtwedde, waar de weg overgaat in de N976 richting Ter Apel.
De weg is grotendeels uitgevoerd als tweestrooks-stroomweg (autoweg) met een maximumsnelheid van 100 km/h. Bij Blijham en Vlagtwedde is de weg uitgevoerd als gebiedsontsluitingsweg met buiten de bebouwde kom een maximumsnelheid van 80 km/h. De weg ligt volledig in de gemeente Westerwolde en heet achtereenvolgens Winschoterweg en Wedderstraat.
N34 · N46 · N351 · N353 · N354 · N355 · N356 · N357 · N358 · N359 · N360 · N361 · N362 · N363 · N364 · N365 · N366 · N367 · N368 · N369 · N370 · N371 · N372 · N373 · N374 · N375 · N376 · N377 · N378 · N379 · N380 · N381 · N382 · N383 · N384 · N385 · N386 · N387 · N388 · N390 · N391 · N392 · N393 · N398

N851 · N852 · N853 · N854 · N855 · N856 · N857 · N858 · N860 · N861 · N862 · N863 · N865 · N910 · N913 · N917 · N918 · N919 · N924 · N927 · N928 · N962 · N963 · N964 · N966 · N967 · N969 · N972 · N973 · N974 · N975 · N976 · N977 · N978 · N979 · N980 · N981 · N982 · N983 · N984 · N985 · N986 · N987 · N988 · N989 · N990 · N991 · N992 · N993 · N994 · N995 · N996 · N997 · N998 · N999

Cursief vermelde wegen zijn voormalige provinciale wegen.